# パイレーツ・オブ・カリビアン/呪われた海賊たち
『パイレーツ・オブ・カリビアン／呪われた海賊たち』（原題: Pirates of the Caribbean: The Curse of the Black Pearl）は、2003年のアメリカのファンタジー映画。ゴア・ヴァービンスキーが監督、テッド・エリオット、テリー・ロッシオ、スチュアート・ビーティー、ジェイ・ウォルパートらが脚本を務める。ウォルト・ディズニー・ピクチャーズとジェリー・ブラッカイマーによって製作され、ウォルト・ディズニーがディズニー・テーマパークで展開している「カリブの海賊」をベースにしており、「パイレーツ・オブ・カリビアン」シリーズの第1作目である。
『カットスロート・アイランド』（1995年）などの例もあり、それまでは「海賊映画は絶対に当たらなとされていたが、興行収入は全米で約3億500万ドルの大ヒットとなった。主人公ジャック・スパロウを演じたジョニー・デップはアカデミー主演男優賞にノミネートされた。
一部でグロテスクな表現があるため、ディズニー映画で初めて全米映画協会にPG-13指定された。

## ストーリー
18世紀、カリブ海の港町ポート・ロイヤル。総督の娘エリザベス・スワンは、子供の頃に漂流から救助された少年ウィル・ターナーが身につけていた黄金の金貨を今でも大切に持っていた。青年となったウィルは、スワン総督の屋敷に剣の鍛冶屋として出入りしていた。2人は互いに恋心を抱いていたが、エリザベスは海軍提督ジェームズ・ノリントンと結婚することになっていた。
海原を背に、船のマストに乗って威風堂々と一人の男が港に入る。男は「キャプテン・ジャック・スパロウ」と名乗り、逮捕しようとする兵士たち相手に騒ぎを起こす。その時、ノリントンと話していたエリザベスが、コルセットが苦しく気を失い海へ落下する。ジャックに助けられたエリザベスは彼の助命を懇願するが、ノリントンは許さずジャックは投獄されてしまう。
その夜、海賊船「ブラックパール号」が現れ、キャプテン・ヘクター・バルボッサ率いる海賊たちに町は襲われエリザベスが捕まってしまう。海賊たちの狙いが自分の持つ金貨であると知ったエリザベスはバルボッサに取引を申し出るが、約束は反故にされ金貨は取り上げられてしまう。
ウィルは脱獄したジャックと海軍の高速船「インターセプター号」をたった2人で奪い、トルトゥーガで船員たちを集めると、エリザベス救出のため「死の島」イスラ・デ・ムエルタへ向かう。途中、ジャックはウィルに、バルボッサ一味が「アステカの金貨」の呪いをかけられ、不死身の体であることを告げる。盗まれた金貨を全て元に戻し、盗んだ人間の血を注ぐことで呪いは解けるという。
「死の島」に到着したバルボッサは、呪いを解こうと金貨を戻し、エリザベスの血を一滴注ぐが勿論何も起きない。金貨を盗んだ最後の一人は「靴ひものビル」ことウィルの父ビル・ターナーだが、エリザベスがターナーと名前を偽っていた。それを知ったバルボッサたちは彼女を殺そうとするが、そこにジャックとウィルが救出に現れる。
ジャックらはブラックパール号に追われ、激しい海戦の末インターセプター号は沈み全員捕まる。そしてジャックとエリザベスは、無人島に2人で置き去りにされるが、エリザベスの機転で救出に来たノリントンに救われる。エリザベスはウィルを助けるため、ノリントンに「死の島」を攻撃するよう説得する。
島へ着くとジャックが洞穴にこっそり向かい、バルボッサに海軍が外で待ち伏せしていることを知らせる。バルボッサは海軍を全滅させるため、手下の多くを軍艦へ向かわせるが、その隙を突いてジャックとウィルはバルボッサたちに戦いを挑む。バルボッサは一旦はジャックを打ち負かし、彼を剣で刺したが殺せなかった。どさくさに紛れてジャックが金貨を1枚盗んでいたのだ。怒ったバルボッサは再びジャックへ襲いかかり、一騎打ちで激しく戦う。不死身同士の戦いで決着がつかないと思われたが、ジャックが常に持ち歩いていた銃でバルボッサを撃つ。同時にウィルが血を一滴金貨に注ぐと呪いが解かれ、バルボッサは倒れる。
その後、海軍に捕らわれたジャックは絞首刑にされかけるが、助けに来たウィルとエリザベスの機転で助かり、迎えに来た「ブラックパール号」へ戻ると大海原へと旅立っていった。ウィルはエリザベスとの結婚を、スワン総督とノリントンへ申し出て認められる。ノリントンはジャックを追跡することを宣言し、ウィルとエリザベスは結ばれるのだった。

## キャスト
※括弧内は日本語吹き替え
- ジャック・スパロウ - ジョニー・デップ（平田広明）
- ウィル・ターナー - オーランド・ブルーム（平川大輔）
- エリザベス・スワン - キーラ・ナイトレイ（弓場沙織）
- ウェザビー・スワン - ジョナサン・プライス（村松康雄）
- ジェームズ・ノリントン - ジャック・ダヴェンポート（森田順平）
- ヘクター・バルボッサ - ジェフリー・ラッシュ（壤晴彦）
- ジョシャミー・ギブス - ケヴィン・マクナリー（青森伸）
- ピンテル - リー・アレンバーグ（佐々木梅治）
- ラゲッティ - マッケンジー・クルック（高宮俊介）
- アナマリア - ゾーイ・サルダナ（湯屋敦子）
- コットン - デヴィッド・ベイリー（英語版）
- マーティ - マーティン・クレッバ（うすいたかやす）
- マートッグ - ジャイルズ・ニュー（石井隆夫）
- ムルロイ - アンガス・バーネット（石住昭彦）

## スタッフ

### 製作スタッフ
- 監督：ゴア・ヴァービンスキー
- 製作：ジェリー・ブラッカイマー
- 製作総指揮：ポール・ディーソン、チャド・オマン、マイク・ステンソン
- 脚本：テッド・エリオット、テリー・ロッシオ、ジェイ・ウォルパート、スチュアート・ビーティー
- 音楽：クラウス・バデルト、ハンス・ジマー
- 衣裳デザイン：ペニー・ローズ
- 撮影：ダリウス・ウォルスキー
- 編集：アーサー・シュミット、スティーヴン・E・リフキン、クレイグ・ウッド

### 日本語版スタッフ
- 翻訳：原口真由美
- 演出：中野洋志
- 調整：亀田亮治
- 制作：ACクリエイト
- 制作監修：山本千絵子

## 影響

### アトラクション
カリフォルニア州アナハイムのディズニーランドでは2006年6月、アトラクション「カリブの海賊」内にジャック・スパロウのオーディオアニマトロニクスが設置された。プレミア上映会でディズニーランドを訪れたジョニー・デップは、取材時その人形のそっくり具合に驚いていた。
東京ディズニーランドのアトラクション「カリブの海賊」は、映画が公開される以前から設置されている。

### 音楽
本作の映画音楽が与えた影響は大きく、特にサウンドトラック（後述）収録の15曲目「彼こそが海賊（He's a Pirate）」は、本作およびシリーズを代表する楽曲となり、テレビなど様々なシーンで用いられている。
スポーツ選手の入場曲としても用いられており、ボクシング選手でロンドンオリンピックミドル級金メダリストの村田諒太、
プロ野球選手の赤田将吾、横川史学が「彼こそが海賊」を用いている。
PlayStation 2用ゲームソフト『キングダム ハーツII』では、本作のキャラクターが登場し、下村陽子監修で「He's a Pirate」など本作の音楽が用いられ、サウンドトラックも発売された。
オーケストラの楽曲としても用いられることも多く、映像に合わせ演奏するフィルム・コンサートが2011年からアメリカ、オーストラリア、ヨーロッパ各国で開催されており、日本では2017年に開催された。

## 評価

### 興行成績
1億4000万ドルという巨額の制作費を投じたが、全世界で約6億5400万ドルを稼ぎ出し、興行的には成功を収めた。
2003年公開の興行成績ランキングでは、北米では『ロード・オブ・ザ・リング/王の帰還』、『ファインディング・ニモ』に次いで第3位、全世界では『王の帰還』、『ニモ』、『マトリックス リローデッド』に次いで第4位となった。

### 批評家の反応
映画批評サイトのRotten Tomatoesは、210件のレビューに基づいて79％の支持率を示している。
また、Metacriticには40件のレビューがあり、加重平均値は63/100となっている。
続編のデッドマンズ・チェスト、ワールド・エンドは、興行成績では映画史に残る最高記録を出しているが、批評家の反応は回を重ねるごとに下がっており、Rotten Tomatoesでは1作目である本作が最高の批評を得ている（詳細は「批評」を参照）。

### 受賞・ノミネート
ジョニー・デップがアカデミー主演男優賞にノミネートされたが受賞はならず、MTVムービー・アワードで男優賞を受賞した。

## サウンドトラック

### プロダクション
アラン・シルヴェストリが当初作曲する予定だったが、プロデューサーのジェリー・ブラッカイマーとの創造性の違いからシルヴェストリはプロジェクトを去った。ハンス・ジマーは当時『ラスト サムライ』の作曲を手掛けており、他のプロジェクトに携わらないとしていたため、リモートコントロールプロダクションの一員だった若い作曲家クラウス・バデルトを監督のゴアに紹介した。
ジマーは主要なテーマのほとんどを書いたが、最終的にはバデルトが仕上げ、クレジットはバデルト名義となった。

### 収録曲
邦題はAmazon、原題はAll music調べ。
| #         | タイトル                                     | 作詞・作曲         | 時間  |
| --------- | -------------------------------------------- | ------------------ | ----- |
| 1.        | 「霧の境界線」(Fog Bound)                    | クラウス・バデルト | 2:16  |
| 2.        | 「黄金のメダル」(The Medallion Calls)        | 〃                 | 1:53  |
| 3.        | 「ブラックパール号」(The Black Pearl)        | 〃                 | 2:16  |
| 4.        | 「ウィルとエリザベス」(Will & Elizabeth)     | 〃                 | 2:08  |
| 5.        | 「決闘」(Swords Crossed)                     | 〃                 | 3:16  |
| 6.        | 「海賊の死刑」(Walk the Plank)               | 〃                 | 1:59  |
| 7.        | 「飢えたバルボッサ」(Barbossa is Hungry)     | 〃                 | 4:06  |
| 8.        | 「血の儀式」(Blood Ritual)                   | 〃                 | 3:33  |
| 9.        | 「月の光の中へ」(Moonlight Serenade)         | 〃                 | 2:09  |
| 10.       | 「海賊の洞窟へ!」(To the Pirates' Cave!)     | 〃                 | 3:31  |
| 11.       | 「海賊の印」(Skull and Crossbones)           | 〃                 | 3:24  |
| 12.       | 「ブーツストラップ」(Bootstrap's Bootstraps) | 〃                 | 2:39  |
| 13.       | 「水中のマーチ」(Underwater March)           | 〃                 | 4:12  |
| 14.       | 「最期の銃弾」(One Last Shot)                | 〃                 | 4:46  |
| 15.       | 「彼こそが海賊」(He's a Pirate)              | 〃                 | 1:30  |
| 合計時間: | 合計時間:                                    | 合計時間:          | 43:38 |

- 条件1：再生時間の合計を自動計算。
- 条件2：トラックごとの作詞・作曲者を表示。
- 条件3：タイトル欄に原題を併記。

## テレビ放映
| 回数 | テレビ局   | 番組名（放送枠名） | 放送日        | 放送時間      | 放送分数 | 視聴率 | 備考   |
| ---- | ---------- | ------------------ | ------------- | ------------- | -------- | ------ | ------ |
| 1    | テレビ朝日 | 日曜洋画劇場       | 2007年5月27日 | 21:00 - 23:24 | 144分    | 26.5%  |        |
| ２   | フジテレビ | 土曜プレミアム     | 2008年4月19日 | 21:00 - 23:30 | 150分    | 13.3%  |        |
| ３   | テレビ朝日 | 日曜洋画劇場       | 2010年3月21日 | 21:00 - 23:29 | 149分    | 16.7%  |        |
| ４   | フジテレビ | 土曜プレミアム     | 2011年5月21日 | 21:00 - 23:20 | 140分    | 15.8%  |        |
| ５   | テレビ朝日 | 日曜洋画劇場       | 2014年6月22日 | 21:00 - 23:24 | 144分    | 8.9%   |        |
| ６   | フジテレビ | 土曜プレミアム     | 2017年6月17日 | 21:30 - 23:40 | 130分    | 10.4%  |        |
| 7    | 日本テレビ | 金曜ロードショー   | 2023年1月20日 | 21:00 - 23:19 | 139分    | 8.1%   | [ 22 ] |

- 視聴率はビデオリサーチ調べ、関東地区・世帯・リアルタイム。